# Weißeritzkreis
Huyện Weißeritz là một huyện cũ (Kreis) ở phía nam của Bang tự do Saxony, Đức. Các huyện giáp ranh (từ phía tây theo chiều kim đồng hồ) là: Freiberg, Meißen, thành phố không thuộc huyện Dresden, Sächsische Schweiz còn về phía nam huyện này giáp Cộng hòa Séc.

## Lịch sử
Huyện được thành lập năm 1994 khi hai huyện Dippoldiswalde và Freital được sáp nhập. Tháng 8 năm 2008, trong cuộc cải cách các huyện ở Saxony, các huyện Sächsische Schweiz and Weißeritzkreis được sáp nhập vào huyện mới Sächsische Schweiz-Osterzgebirge.

## Địa lý
Huyện tọa lạc ở núi Ore, trung tâm của Tharandter Wald. Huyện lấy tên theo hai con sông Wilde Weißeritz và Rote Weißeritz, hai con sông hợp lưu gần nơi sông Freital chảy vào sông Weißeritz và đổ vào Elbe ở Dresden. Nơi cao nhất là the Kahleberg với độ cao 905 mét (2.969 ft).

## Các đơn vị kết nghĩa
1. Rottweil
2. Berchtesgadener Land
3. Göttingen
4. Zollernalbkreis

## Thị xã và đô thị
| Thị xã                                                                                                | Đô thị |
| --- | --- |
| 1. Altenberg 2. Dippoldiswalde 3. Freital 4. Geising 5. Glashütte 6. Rabenau 7. Tharandt 8. Wilsdruff | 1. Bannewitz 2. Dorfhain 3. Hartmannsdorf-Reichenau 4. Hermsdorf 5. Höckendorf 6. Kreischa 7. Pretzschendorf 8. Schmiedeberg |